# 汉口路 (上海)
31°14′13″N 121°28′40″E / 31.236977°N 121.477754°E

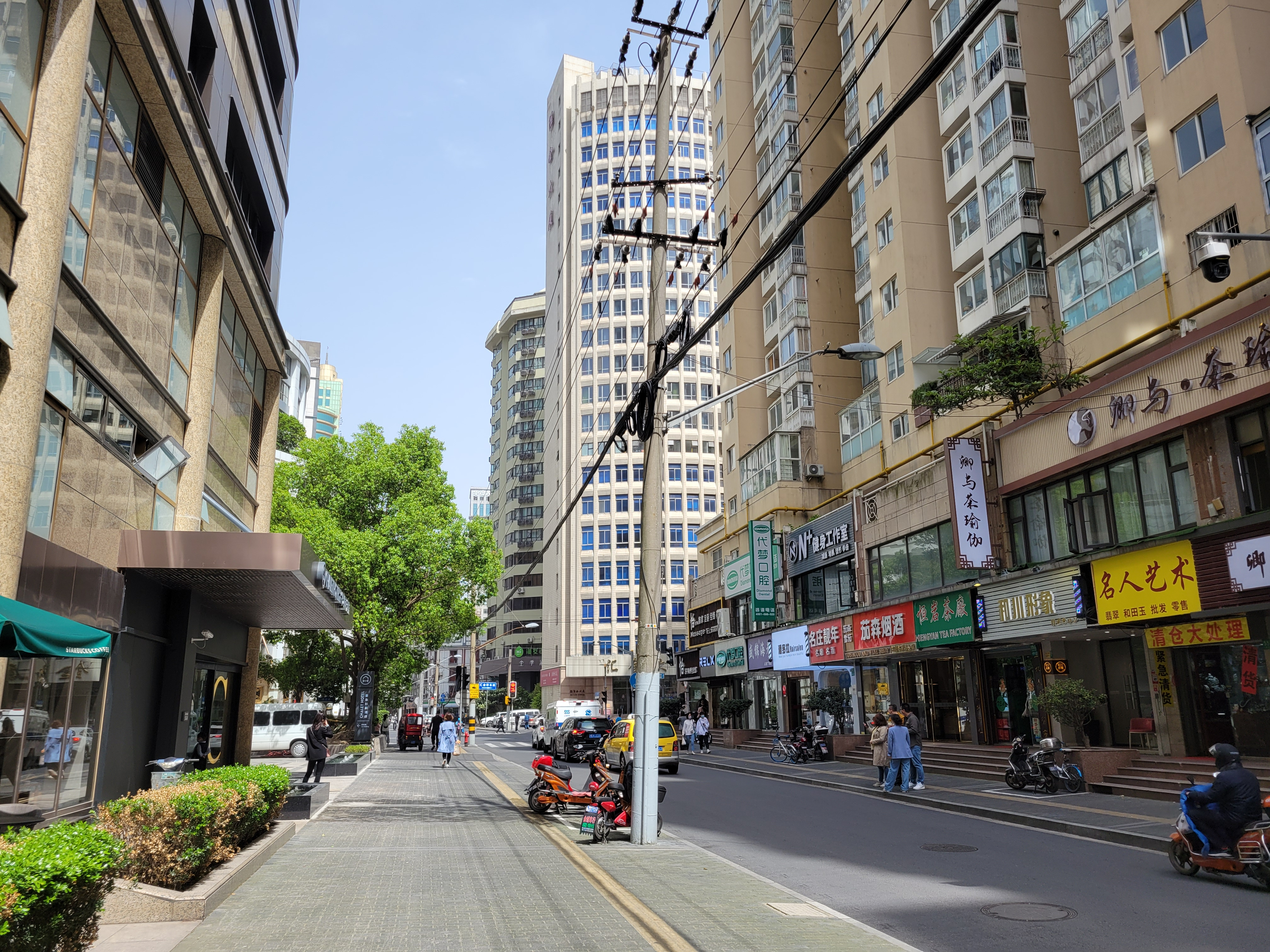
漢口路一景

汉口路是位于上海市黄浦区的一条街道，俗称三马路。历史上居于上海公共租界中区。汉口路东起外滩，西至西藏路。长1593米。

## 历史
1846年开辟外滩到河南路一段，名为海关路。1865年，上海公共租界工部局以中国长江中游港口汉口的名称正式命名为汉口路。    

## 特色
东端为海关。中段山东路口一带，曾为全中国新闻业中心，《新闻报》和《申报》报社都设在此处。

## 沿路近代建筑
- 江海关大楼
- 50号(四川路口)  大清银行
- 110号 中南银行
- 151号  浙江第一商业银行
- 309号  申报馆
- 193号  上海公共租界工部局大楼
- 740号(云南路口)  扬子饭店
- 慕尔堂

## 交汇道路 (由东到西)
- 中山东一路
- 四川中路
- 江西中路
- 河南中路
- 山东中路
- 山西南路
- 福建中路
- 湖北路
- 浙江中路
- 广西北路
- 云南中路
- 西藏中路